# 8585 Purpurea
A 8585 Purpurea (ideiglenes jelöléssel 2025 P-L) egy kisbolygó a Naprendszerben. Cornelis Johannes van Houten, Ingrid van Houten-Groeneveld és Tom Gehrels fedezte fel 1960. szeptember 24-én.